# Аветисян Тамара Костянтинівна
Тамара Костянтинівна Аветисян (18 квітня 1918 , Ташкент, Туркестанське генерал-губернаторство  — 14 червня 2012 , Київ ) — радянська та українська співачка, солістка Національної Філармонії України (1947—1987). Відома виконавиця пісень народів світу . Заслужена артистка України (2008). Заслужений діяч єврейської культури. Почесний академік Академії мистецтв Республіки Вірменія

## Біографія
Народилася Тамара Аветисян 18 квітня 1918 року у вірменській родині, у столиці Узбекистану місті Ташкенті. Її сім'я походила з Нагірного Карабаху, звідки змушені були втікти, рятуючись від міжнаціональних сутичок. Мати Тамари Аветисян була родом із Гадрута. Після закінчення школи навчалася в Ташкентській та Московській консерваторіях, у Московському гідромеліоративному та автодорожньому інститутах. У Московській консерваторії обрала жанр народної пісні та успішно виступала у концертах як солістка Всесоюзного гастрольного концертного об'єднання.
За сімейними обставинами переїхавши до Києва, 1947 року Тамара Авестисян вперше вийшла на сцену Національної філармонії України. У філармонії вона пропрацювала п'ятдесят років, залишаючись солісткою філармонії аж до 1987 року. За свою кар'єру Тамара Аветисян, прозвану українською Царицею Тамарою, виконала багато фольклорних пісень більш ніж 60 мовами народів світу.
Вийшовши на пенсію, десять років керувала художньою самодіяльністю, після чого зайнялася журналістикою. Друкувалася в журналах «Відродження» та «Український театр». У 1998 році в Києві побачила світ книга Тамари Аветисян «Незабутні», в якій вона підняла морально-моральні теми. У 2007 році під патронажем «Союзу вірмен України» у київському видавництві «НАІРІ» було видано її другу книгу — «Доля моя — пісня».
18 вересня 2008 року, указом № 726 президента України Тамарі Аветисян було присвоєно звання «Заслужена артистка України». З цього приводу в одному з інтерв'ю вона зауважила, що факт присудження звання вона сприймає не як особисту подію, а як вірменку, чию творчість оцінено Україною.
Померла на 94-му році життя, 14 червня 2012 року в Києві.

## Літературні твори
- Незабутнє. Київ, 1998.
- Доля моя — пісня. Київ, 2007.
- Друкувалася у журналах: «Відродження», «Український театр».

## Звання
- Заслужена артистка України
- Заслужений діяч єврейської культури.
- Почесний академік Академії мистецтв Республіки Вірменія